# Sassura
Sassura (łac. Dioecesis Sassuritanus) – stolica historycznej diecezji w Cesarstwie rzymskim w prowincji Byzacena, współcześnie w Tunezji. Obecnie katolickie biskupstwo tytularne.

## Biskupi tytularni
| Lp. | Biskup                        | Funkcja                                         | Od                   | Do               |
| --- | ----------------------------- | ----------------------------------------------- | -------------------- | ---------------- |
| 1   | Pierre Louis Leclerc          | wikariusz apostolski Bamako (Mali)              | 25 grudnia 1949      | 14 września 1955 |
| 2   | Vincent Ignatius Kennally     | wikariusz apostolski Karolinów i Wysp Marshalla | 9 grudnia 1956       | 12 kwietnia 1977 |
| 3   | Donald Trautman               | biskup pomocniczy Buffalo (USA)                 | 27 lutego 1985       | 2 czerwca 1990   |
| 4   | Juozas Tunaitis               | biskup pomocniczy Wilna (Litwa)                 | 8 maja 1991          | 1 czerwca 2012   |
| 5   | Alfredo Enrique Torres Rondón | biskup pomocniczy Meridy (Wenezuela)            | 15 lipca 2013        | 15 lipca 2016    |
| 6   | Rupert Stolberg               | biskup pomocniczy Monachium-Fryzyngi (Niemcy)   | 28 października 2016 |                  |